# Diamonds of Kilimandjaro
Diamonds of Kilimandjaro (später auf DVD auch als Mondo Cannibale 4 – Nackt unter Wilden erschienen; im Original: El tesoro de la diosa blanca, bzw. Les diamants du Kilimandjaro) ist ein dem Exploitation-Genre nahestehender Abenteuerfilm von Jess Franco, der 1983 in spanisch-französischer Co-Produktion entstand.
Der reißerische deutsche Filmtitel Mondo Cannibale suggeriert eine nicht vorhandene Beziehung mit dem Subgenre der Mondo- bzw. der Kannibalenfilme.

## Handlung
Afrika, ein Dschungel im Herzen des schwarzen Kontinents. Eine Expedition gerät auf der Suche nach einem Schatz in Gefangenschaft eines wilden Stammes. Die wütenden Eingeborenen wollen die Eindringlinge, allen voran Expeditionsleiter Payton töten. Die Situation scheint aussichtslos, als urplötzlich ein halbnacktes weißes Mädchen namens Liana auftaucht und dem Abenteurer das Leben rettet. Die Schatzsucher kehren daraufhin in die Zivilisation zurück.
Daheim versucht Payton gemeinsam mit seinem zwielichtigen Freund und Kollegen Pereira die Herkunft der geheimnisvollen Schönheit zu ergründen. Die bettlägerige Lady de Winter vermutet, dass es sich bei dem etwa 18-jährigen Mädchen um ihre verschollene Tochter handeln könnte, die – wie auch der Kindsvater – seit einem Flugzeugabsturz als vermisst gilt. Daher finanziert die todkranke Adelsdame eine Expedition zur Suche ihrer vermeintlichen Tochter, an der auch die geldgierigen Verwandten Matthew und Lita teilnehmen sollen. Matthew, ein Cousin Lianas, verfolgt jedoch mit seiner jüngeren Gattin eigene Ziele. Er will Liana, die rechtmäßige Erbin des Familienvermögens, an der Heimkehr hindern und notfalls ermorden.
Dem Expeditionsteam um Pereira, Payton, Matthew und Lita schließt sich noch Rofo als landeskundiger Führer an. Schon bald verschärfen Querelen um die Befehlsgewalt den offiziellen Auftrag. Zudem wird offensichtlich, dass einige Expeditionsteilnehmer mehr an Edelsteinen, die im Stammesgebiet vermutet werden, als an der „weißen Göttin“ interessiert sind. Als die Gruppe letztendlich das entlegene Stammesgebiet erreicht, erschießt ein Expeditionsmitglied kaltblütig einen Eingeborenen. Fortan werden die Eindringlinge von der Priesterin des Stammes gejagt und dezimiert.
Am Ende des Films wird der verbliebene Pereira ermordet, obwohl er zwischenzeitlich Lianas Liebhaber wurde. Dan, Lianas Vater und Häuptling des Stammes, tötet den Fremden in dem Glauben sein Volk beschützen zu müssen, was mit Wohlwollen aufgenommen wird. Der respektierte Häuptling und die weiße Göttin verbleiben als Mitglieder des Stammes in der Wildnis.

## Hintergrund
Die 83-minütige spanische Originalversion El tesoro de la diosa blanca wurde in Frankreich von der Filmproduktionsgesellschaft Eurociné umgeschnitten und mit zusätzlichen Szenen versehen, die Schauspieler Olivier Mathot inszenierte. Mit gleichen Darstellern wurde der Film so um etwa zwölf Minuten erweitert.
Daher existieren zwei unterschiedliche Fassungen mit signifikanten Unterschieden. Die spanische und die französische Version (Les diamants du Kilimandjaro), wobei letztere in Englisch und Deutsch synchronisiert wurde. Die deutsche Synchronfassung unterscheidet sich wiederum durch den Bildschnitt vom französischen Original, so wurde beispielsweise die Flugzeugszene in eine Rückblende verschoben.